# Sichamps
Sichamps település Franciaországban, Nièvre megyében. Lakosainak száma 175 fő (2022. január 1.). Sichamps Prémery, Beaumont-la-Ferrière, Nolay és Poiseux községekkel határos.

## Népesség
A település népessége az elmúlt években az alábbi módon változott:
| Lakosok száma | 188  | 192  | 195  | 194  | 187  | 180  | 173  | 171  | 175  |
|               | 2013 | 2015 | 2016 | 2017 | 2018 | 2019 | 2020 | 2021 | 2022 |